# Amy Tryon
Amy Tryon, född den 24 februari 1970 i Redmond och död 12 april 2012 i Seattle, var en amerikansk ryttare.
Hon tog OS-brons i lagtävlingen i fälttävlan i samband med de olympiska ridsporttävlingarna 2004 i Aten.